# 第18屆金馬獎
第18屆金馬獎，由中華民國官方主辦的國產電影評選活動，為1981年台灣與華語電影業界的年度盛事之一，以表揚1981年度傑出華語電影與電影人。頒獎典禮於1981年10月30日晚上7點30分（台灣時間）於高雄市中正文化中心舉行，主持人為李濤和蕭芳芳，華視晚上9點錄影播出。中視製播特別節目《金馬奔騰十八年》。

## 簡介
本屆金馬獎邀請到好萊塢巨星查理士·布朗遜與法國亞蘭德倫頒獎。最佳影片由獨立製片永昇影業出品之《假如我是真的》奪下，譚詠麟奪最佳男主角獎，最佳主題曲《假如我是真的》由鄧麗君唱遍華人世界，尤其大陸文化大革命時期為背景的故事在大陸引起更大迴響。
最佳導演獎由香港鬼才徐克以《夜來香》勝出，最佳女主角張艾嘉以《我的爺爺》封后。最佳男配角獎由王玨以《皇天后土》拿下；童星鄭傳文奪最佳童星獎。最佳主題曲翁清溪之《原鄉人》與《假如我是真的》均為鄧麗君演唱。

## 入圍暨得獎名單
下列之標記為該獎項之得獎者。
壹、影片獎項

### 最佳動畫片
貳、個人獎項

### 最佳電影插曲
叄、非正式競賽

## 多項提名及得獎

### 多項提名
下列12部電影獲得多項提名。
| 提名數量 | 電影名稱           | 提名獎項                                                             |
| -------- | ------------------ | -------------------------------------------------------------------- |
| 6        | 《夜來香》         | 最佳劇情片、最佳導演、最佳原著劇本、最佳攝影、最佳剪輯、最佳美術設計 |
| 5        | 《假如我是真的》   | 最佳劇情片、最佳男主角、最佳改編劇本、最佳攝影、最佳美術設計         |
| 5        | 《皇天后土》       | 最佳劇情片、最佳女主角、最佳男配角、最佳男配角、最佳剪輯             |
| 4        | 《原鄉人》         | 最佳童星、最佳原作音樂、最佳電影插曲、最佳錄音                       |
| 4        | 《名劍風流》       | 最佳男配角、最佳服裝設計、最佳原作音樂、最佳電影插曲                 |
| 4        | 《大湖英烈》       | 最佳劇情片、最佳男主角、最佳童星、最佳服裝設計                       |
| 4        | 《同班同學》       | 最佳劇情片、最佳導演、最佳男主角、最佳原著劇本                       |
| 3        | 《愛殺》           | 最佳導演、最佳攝影、最佳錄音                                         |
| 3        | 《徐老虎與白寡婦》 | 最佳改編劇本、最佳美術設計、最佳服裝設計                             |
| 3        | 《明天只有我》     | 最佳女配角、最佳電影插曲、最佳錄音                                   |
| 3        | 《小葫蘆》         | 最佳女主角、最佳女配角、最佳原作音樂                                 |
| 2        | 《我的爺爺》       | 最佳劇情片、最佳女主角                                               |

### 得獎統計
其中4部電影獲得多項獎項（僅計入正式競賽獎項）。
| 得獎數量 | 電影名稱           | 得獎獎項                             |
| -------- | ------------------ | ------------------------------------ |
| 3        | 《夜來香》         | 最佳導演、最佳攝影、最佳剪輯         |
| 3        | 《假如我是真的》   | 最佳劇情片、最佳男主角、最佳改編劇本 |
| 2        | 《原鄉人》         | 最佳童星、最佳電影插曲               |
| 2        | 《徐老虎與白寡婦》 | 最佳美術設計、最佳服裝設計           |
| 1        | 《皇天后土》       | 最佳男配角                           |
| 1        | 《名劍風流》       | 最佳原作音樂                         |
| 1        | 《同班同學》       | 最佳原著劇本                         |
| 1        | 《愛殺》           | 最佳錄音                             |
| 1        | 《小葫蘆》         | 最佳女配角                           |
| 1        | 《我的爺爺》       | 最佳女主角                           |
| 1        | 《老夫子》         | 最佳卡通片                           |
| 1        | 《海洋牧場之開發》 | 最佳紀錄片                           |

## 表演
- 現代民謠組曲[3]
- 「百老匯」歌舞表演

## 外部連結
- 第18屆金馬獎名單（繁體中文）
- 國家電影中心圖書館館-第十八屆金馬獎頒獎典禮
- 時光網-第18届台湾电影金马奖 （页面存档备份，存于）